# Savignano sul Panaro
Savignano sul Panaro är en ort och kommun i provinsen Modena i regionen Emilia-Romagna i Italien. Kommunen hade 9 251 invånare (2018).